# Lanugo
El término lanugo se refiere a una forma de pelo o vello corporal muy fino, que crece como aislante de la piel por razón de ausencia de grasa. Por lo general crece densamente en lugares del cuerpo en los que normalmente no crece cantidades suficientes de pelo. El lanugo está presente en los fetos como parte normal de su desarrollo durante el embarazo y se pierde aproximadamente a las 40 semanas de edad gestacional. También puede aparecer en personas con anorexia nerviosa.

## Edad gestacional
El lanugo aparece en la cabeza fetal aproximadamente entre las semanas 13 y 16 y para la semana 20 de gestación cubre todo el cuerpo. Al transcurrir el desarrollo y madurez fetal, el lanugo se cae de la piel y queda suspendido en el líquido amniótico, el cual es digerido por el feto. Subsecuentemente, el lanugo contribuye a la formación del meconio neonatal y la presencia de lanugo en recién nacidos es un signo de nacimiento prematuro.
Lanugo es también un signo frecuente de anorexia nerviosa grave, como respuesta del cuerpo en un intento de protección aislante con la tremenda pérdida de grasa corporal.

## Otros animales
El lanugo es también encontrado en otros animales, por ejemplo, focas y elefantes.